# Nasséré (departamento)
Nasséré é um departamento ou comuna da província de Bam no Burkina Faso. A sua capital é a cidade de Nasséré.
Em 1 de julho de 2018 tinha uma população estimada em 14183 habitantes.